# Klondike Highway

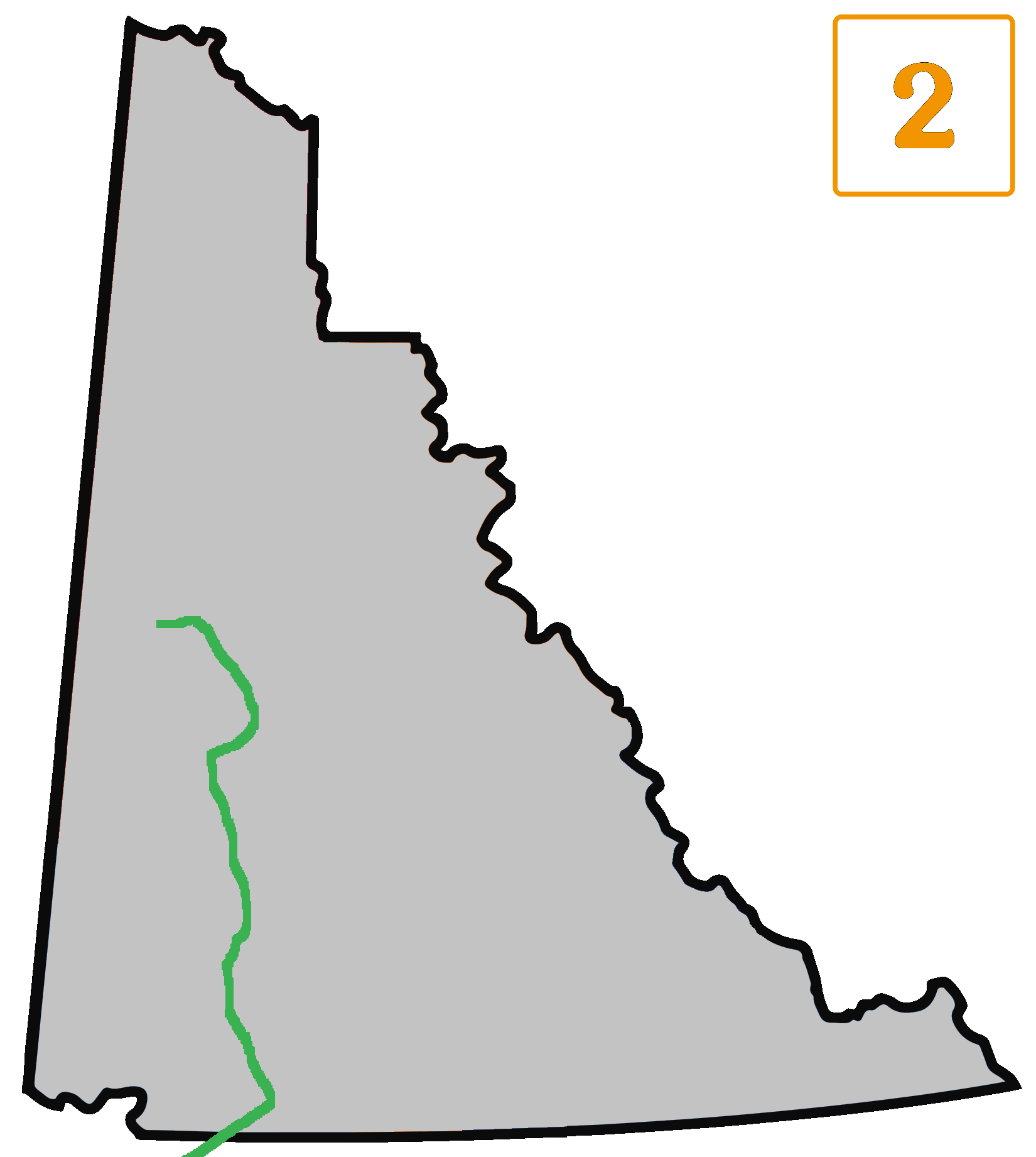

Klondike Highway je 712 km dlouhá silnice vedoucí ze Skagway v americkém státě Aljaška přes Whitehorse (hlavní město kanadského teritoria Yukon) do Dawson City. Částečně kopíruje trasu používanou prospektory během zlaté horečky na Klondiku v roce 1898.

## Trasa

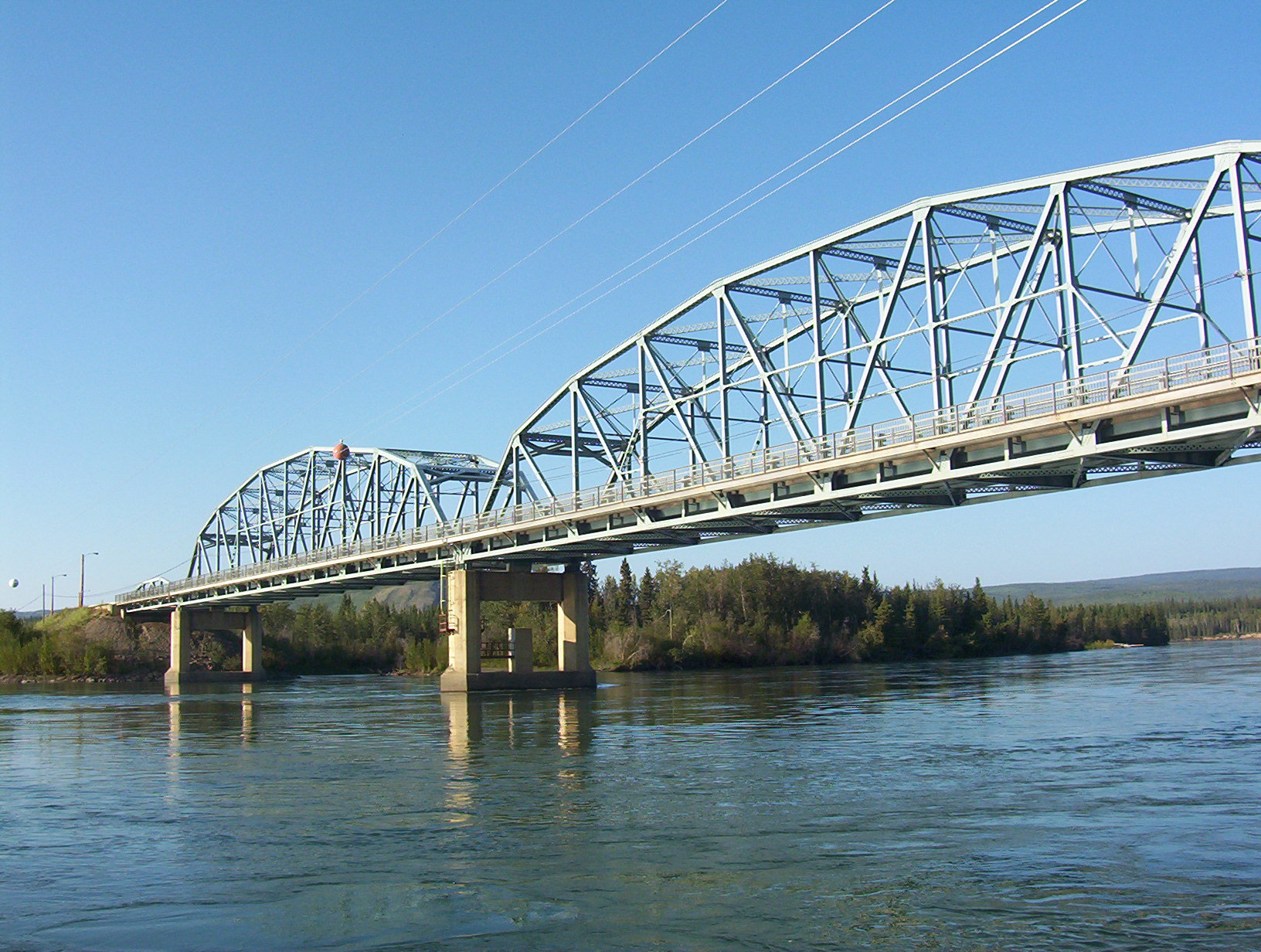
Most přes řeku Yukon v Carmacks

Silnice začíná v Skagway na pobřeží Tichého oceánu. Po 24 km protíná v Bílém průsmyku pohoří Pobřežních hor na hranici USA a Kanady. Krátký úsek 56 km vede provincií Britská Kolumbie, ale hlavní část leží v teritoriu Yukon.

### Jižní Klondike Highway
Jižní Klondike Highway je úsek ze Skagway do Whitehorse. Původní úsek dlouhý 33 mil z Whitehorse do Carcross byl vybudován jako součást Alaska Highway v roce 1942, než byla v roce 1943 Alaska Highway přesměrovaná okolo jezera Marsh. Výstavba úseku Carcross – Skagway začala v padesátých letech 20. století, byla však přerušena a k dokončení úseku došlo až v roce 1978. Původně měla vybudovaná cesta sloužit hlavně pro turistické účely, ale po roce 1986 se díky zrušení železnice White Pass a Yukon Route stala důležitou obchodní cestou.
Úsek z Carcross do Skagway byl přebudován, rozšířen a vyasfaltován koncem 80. let a začátkem 90. let 20. století. 

### Severní Klondike Highway
Severní Klondike Highway je úsek vedoucí z Whitehorse do Dawson City. Před postavením Klondike Highway bylo silniční spojení z Whitehorse do Dawson City velmi nekvalitní   bez obav ho mohli požívat jen terénní vozidla. V roce 1950 byla zbudována cesta z Whitehorse do Mayo přes obec Steward Crossing. V roce 1955 byla otevřena cesta mezi Steward Crossing a Dawson City. Do roku 1960 byly postaveny mosty v Carmacs přes řeku Yukon, v Pelly Crossing přes řeku Pelly a Steward Crossing přes řeku Steward, které nahradily do té doby požívané přívozy. 
V roce 1978 byla cesta z Mayo do Dawson pojmenovaná Klondike Highway. Až do roku 1979 byla Klondike Highway štěrkovou cestou. Do roku 1982 byl vyasfaltován úsek do Carmacs. Dobudování a rekonstrukce skončila až v 80. letech.